# Веселе (Бериславський район)
Весе́ле — село в Україні, у Великоолександрівській селищній громаді Бериславського району Херсонської області. Населення становить 19 осіб.

## Населення

### Мовний склад
Рідна мова населення за даними перепису 2001 року:
| Мова       | Чисельність, осіб | Доля     |
| ---------- | ----------------- | -------- |
| Українська | 18                | 94,74 %  |
| Російська  | 1                 | 5,26 %   |
| Разом      | 19                | 100,00 % |

## Історія
Село засноване 1919 року.
12 червня 2020 року, відповідно до розпорядження Кабінету Міністрів України № 726-р «Про визначення адміністративних центрів та затвердження територій територіальних громад Херсонської області», Великоолександрівська селищна рада об'єднана з Великоолександрівською селищною громадою Великоолександрівського району.
19 липня 2020 року, в результаті адміністративно-територіальної реформи та ліквідації Великоолександрівського району, село та громада увійшли до складу Бериславського району.

## Постаті
- Макогон Юрій Федорович (1930—2020) — український і радянський вчений, фахівець у галузі газогідратів.